# Aleksandra Chomać
Aleksandra Małgorzata Chomać (Sokołów Podlaski, 25 aprile 1985) è un'ex cestista polacca.

## Carriera
Con la Polonia ha disputato i Campionati europei del 2011.